# L'Écho de la Mayenne
 (juillet 2023).
L'Écho de la Mayenne : journal de Laval et du département  est un hebdomadaire local français, qui a été publié de 1842 à 1920 à Laval, avec un rayonnement principalement dans le département de la Mayenne.

## Histoire
Le journal est le représentant d'une tendance catholique conservatrice de nuance indécise. Le titre est créé en suite du journal Annonces avis divers de la Mayenne  publiés de 1821 à 1841, qui avait pris la suite de Affiches, annonces et avis divers de la ville de Laval publié de 1812 à 1821.

### Origine
J. Feillé-Grandpré, imprimeur, est le fondateur du journal en janvier 1842. Esprit-Adolphe Segrétain écrit dans le journal une série d’articles pour demander des explications aux candidats, recommander le choix des hommes nouveaux, montrer le danger du socialisme, réclamer la liberté religieuse, la liberté d’enseignement, et enfin pour se prononcer en faveur de Louis-Napoléon Bonaparte contre Cavaignac. 
En 1845, Noël Castéra, est envoyé par le gouvernement à Laval, pour combattre, dans l'Écho, le journal L'Indépendant de l'Ouest. Il devient rédacteur en chef.
L'Abbé Antoine Logeais ecrit en 1849 plusieurs articles contre le rédacteur de L'Indépendant de l'Ouest Charles-François-Xavier Müller. 
J. Feillé-Grandpré cède le journal à C. Lenormand, imprimeur en 1858.
Alfred de Martonne est le propriétaire du journal le 9 décembre 1866, avant la Guerre franco-allemande de 1870. Il achète le journal à C. Lenormand. L'Heureux devient le gérant du journal.
Camille Bonnieux entre au journal en 1867, comme gérant. Les articles politiques sont écrits par MM. Alfred d'Ancre et Victor Conil qui luttent contre Charles-François-Xavier Müller. De Martonne publie des articles de poésies et des articles littéraires.

### Guerre franco-allemande de 1870
L'Écho de la Mayenne, après le 4 septembre 1870, à partir de l’arrivée à Laval d'Eugène Delattre, nommé préfet de la Mayenne par le  Gouvernement de la Défense nationale, est réquisitionné par l'administration préfectorale contrairement à L'Indépendant de l'Ouest. L'Écho de la Mayenne parait du 16 septembre 1870 au 17 janvier 1871 sous le titre de : L'Ennemi : Écho de la Mayenne, avec cette devise Guerre aux châteaux ! Paix aux chaumières!. 
Le 1er février 1871, le journal retrouve son titre initial. Alfred de Martonne en est le directeur gérant.

### Changement de direction
De Martonne vend le journal à Bonnieux le 31 décembre 1872. Camille Bonnieux devient propriétaire du journal en 1872.
En 1889, Louis Auvray succèdé à son beau-père, Camille Bonnieux, décédé, comme directeur-propriétaire de l’Écho de la Mayenne.
En 1903, Henri Miard, administrateur gérant de La Croix des Côtes-du Nord, se marie avec la niècle de Louis Auvray : Marie Auvray. Il devient alors une des plumes du journal.

### Première Guerre mondiale
Albert Lépine remplace Louis Auvray le 1er janvier 1914, comme directeur-propriétaire. Parti le 9 août 1914 de Laval avec le 324e régiment d'infanterie, comme sous-lieutenant. Il meurt au front dans la nuit du 11 au 12 octobre 1915.
Une édition spéciale du journal remplace Le Nouvelliste de Mayenne pendant la Première guerre mondiale.
Pendant la Première guerre mondiale, il n'a pas paru entre le 8 juillet 1917 et le 12 avril 1919.

### Après la Première Guerre mondiale
L'Echo de la Mayenne avait cessé de paraître pendant une partie de la guerre, mais Louis Auvray en reprit en 1919 la direction. Louis Auvray décède le 20 juin 1920, et le journal arrête quelques jours après sa parution.
Il reparait avec un numéro à l'occasion des Élections législatives de 1928 dans la Mayenne